# Cruzential (álbum de Kashmir)
Cruzential es el segundo álbum de la banda danesa Kashmir. El productor e ingeniero Ron Saint Germain usó las dos palabras "crucial" y "esencial" constantemente, y el título del álbum es combinación de las dos palabras.
El álbum se publicó en dos versiones: la primera versión, lanzada en 1996, y la segunda versión lanzada en 1997, con dos pistas añadidas: "Stand" y "Gloom". Las dos versiones presentaban diferentes portadas.
Las pistas originales fueron grabadas y mezcladas en Track House y Sweet Silence Studios en Copenhague, Dinamarca, de enero a marzo de 1996, mientras que las dos canciones añadidas fueron grabadas en enero de 1997.

## Lista de canciones
1. "Vote 4 Dick Taid" – 4:24
2. "Stand" – 4:07
3. "Prawn's Blues" – 4:10
4. "Bring Back Superman" – 3:59
5. "Travelogue" – 3:44
6. "Could We Kill Fred?" – 4:22
7. "Dring" – 4:59
8. "Star in My Movie" – 3:36
9. "Gloom" – 4:03
10. "Beamed" – 4:15
11. "Lollypork Stomp" – 1:47
12. "Victoria" – 3:40
13. "Bag of Flash & Thyme" – 5:02